# هاري بوتر وجماعة العنقاء (موسيقى تصويرية)
أُصدرت الموسيقى التصويرية لفيلم هاري بوتر وجماعة العنقاء في 10 يوليو 2007، ألفها نيكولاس هووبر الذي عمل مع المخرج دايفيد ييتس سابقًا.

## التطوير
أدمج هووبر لحن هيدويغ، الذي كتبه جون ويليامز للفيلم الأول وسُمع في جميع الأفلام اللاحقة، في الموسيقى التصويرية لفيلم هاري بوتر وجماعة العنقاء. وفي عام 2007، سجل الموسيقى في استوديوهات أبي رود في لندن، وقدم التوزيعات الموسيقية كينغ، وجيف ألكسندر، وجوليان كيرشو، وبرادلي مايلز وسيمون وايتسايد. أُنشِئ لحنان رئيسيان جديدان لتمثيل الشخصية الجديدة دلوريس أمبريدج وغزو لورد فولدمورت لذهن هاري. استخدم طبل تايكو الياباني لإنتاج صوت أعمق في الآلات الإيقاعية.

## الإصدارات
أُصدِرت الموسيقى التصويرية في إصدار خاص، مع علبة مفصلية مُخصصة مغطاة بقماش مخملي ذو اللون الأزرق الداكن. داخل العلبة يوجد كتيب مكون من 20 صفحة مع غلاف أمامي مزخرف بالرقائق المعدنية.